# 와우도구역
와우도구역(臥牛島區域)은 조선민주주의인민공화국 남포특별시를 구성하는 행정 구역 가운데 하나이다. 서해갑문이 이 곳에 위치한다.

## 역사
1983년에 신설되었지만 2004년 1월 9일을 기해 폐지되었다. 2010년에 다시 신설되었다.

## 행정 구역
18동 5리를 관할한다. 
- 진도동 (進島洞)
- 진수동 (進水洞)
- 지산동 (芝山洞)
- 체육촌동 (體育村洞)
- 회창동 (會倉洞)
- 갑문1동 (閘門1洞)
- 갑문2동 (閘門2洞)
- 마사동 (麻沙洞)
- 마산동 (麻山洞)
- 남흥동 (南興洞)
- 남산동 (南山洞)
- 옥천대동 (玉泉臺洞)
- 룡정동 (龍井洞)
- 룡수동 (龍水洞)
- 새길동 (새길洞)
- 서흥동 (西興洞)
- 대대동 (大代洞)
- 와우도동 (臥牛島洞)
- 화도리 (火島里)
- 령남리 (嶺南里)
- 신령리 (新寧里)
- 소강리 (蘇康里)
- 송관리 (松串里)